# 드린강

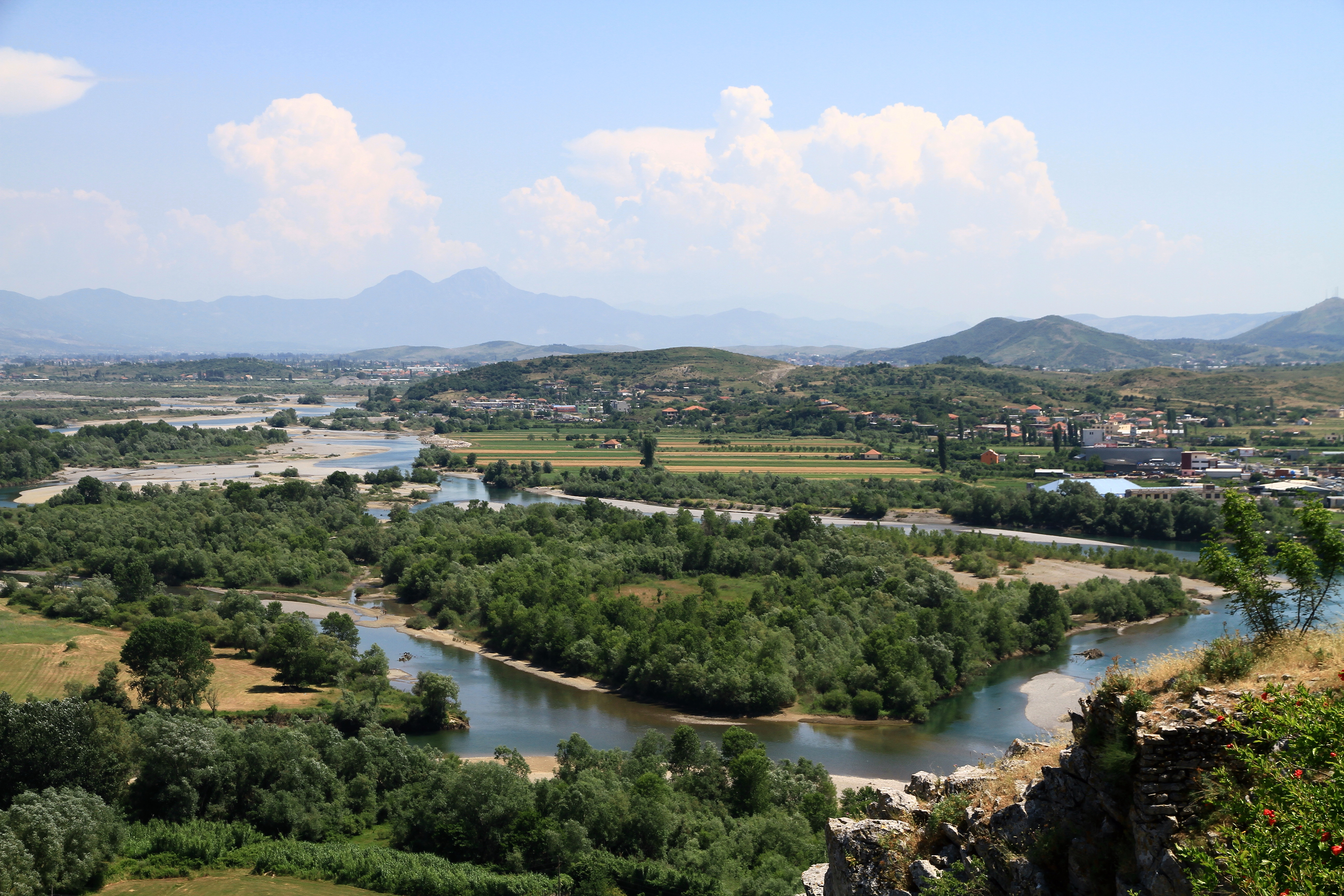
드린강

드린강(알바니아어: Drin, 마케도니아어: Дрим / Drim)은 총 길이 335 km의 강이다. 알바니아, 북마케도니아, 코소보를 자나며 알바니아에서 가장 긴 강으로 전체 길이 가운데 285 km는 알바니아 영토에서 흐른다. 강은 2개의 물줄기로 나뉘면서 흐른다. 이 중 하나는 아드리아해로, 다른 하나는 보스나강으로 흘러간다.